# かごしま元気BOX
『かごしま元気BOX』（かごしまげんきボックス）は、鹿児島放送で放送されている鹿児島市の行政広報番組である。放送時間は毎週金曜 18:55 - 19:00 （日本標準時）。
番組は、鹿児島市が行っている育児・教育・福祉関連の施策を紹介。他にも親子で楽しめるイベントなどの情報を紹介している。本番組が放送した内容は、番組公式サイトで動画配信されている。

## 番組進行役
いずれも鹿児島放送アナウンサー。

### 現在の担当者
- 中西可奈
- 北﨑千香子

### 過去の担当者
- 神代麻里子
- 梶尾みどり